# Mecatrònica

Components de la mecatrònica

L'enginyeria mecatrònica o la mecatrònica és la combinació sinèrgica de l'enginyeria mecànica, l'enginyeria electrònica, l'enginyeria de control i l'enginyeria de programari. La mecatrònica es fonamenta en aquestes branques que combinades fan possible la generació de sistemes més econòmics, fiables i versàtils. Tetsuro Mori, un enginyer japonès de la companyia Yaskawa va encunyar el terme mecatrònica el 1969. Aquesta disciplina també es coneix com a energia dels sistemes electromecànics. Un enginyer mecatrònic estudia la matemàtica, el disseny de maquinària i els components, la termodinàmica, els sistemes de circuits electrònics, la teoria del control i robòtica.

## Origen del terme
Es pot prendre com a origen del terme mecatrònica el sigle XX.: L'any 1969 l'empresa japonesa Yaskawa Electric Co. va començar a emprar el terme mecatrònic, rebent el 1971 el dret de marca. El 1982 Yaskawa va permetre el lliure ús del terme.

## Sistema mecatrònic
Un sistema mecatrònic és aquell sistema digital que recull senyals, les processa i emet una resposta per mitjà d'actuadors, generant moviments o accions sobre el sistema en què s'ha d'actuar: els sistemes mecatrònics estan formats per sensors, microprocessadors i controladors. Els robots, les màquines controlades digitalment, els vehicles guiats automàticament, etc., s'han de considerar com a sistemes mecatrònics.
En el passat, cada vegada que un problema afectava qualsevol tipus de maquinària amb components mecànics i electrònics, havia de recórrer per separat a professionals especialistes en cadascuna de les àrees, i era molt difícil posar-los d'acord sobre la solució de l'inconvenient, ja que cada professional manejava terminologia i conceptes diferents. En aquest punt, la mecatrònica va començar a ser de gran utilitat, ja que va integrar de manera harmoniosa dels conceptes que cada ciència manejava per separat, per aconseguir d'aquesta manera, convertir-se en una enginyeria capaç d'aportar el millor de cada àrea.

## Línies d'investigació
La investigació en l'àrea mecatrònica és molt variada i una divisió que es proposa és: anàlisi, detectar els problemes dels components analògics i digitals, trobar-hi una solució, i el comportament dels sistemes.

## Components
A l'àrea de mecanismes, els principals problemes són la reducció de la complexitat, eliminació de mecanismes i síntesi de mecanismes mecatrònics.
La reducció de la complexitat es refereix a reduir el nombre d'elements del mecanisme, mitjançant l'ús de control intel·ligent. L'eliminació del mecanisme implica l'ús directe d'actuadors i de controls més sofisticats.
Tot mecanisme requereix una font de potència per operar. Inicialment aquesta font de potència va ser d'origen animal, posteriorment es va aprofitar la força generada pel flux d'aire o aigua, passant després a la generació de potència amb vapor, per combustió interna i actualment amb electricitat. Si aquesta font de potència és modulable o controlable, es té un actuador.
Una àrea molt desenvolupada en la mecatrònica és el control. Es tenen dues tendències importants: l'ús de les tècniques més modernes de la teoria de control automàtic i el desenvolupament de controls intel·ligents, que busca millorar la percepció del medi ambient i obtenir una millor autonomia. Alguns dels avenços més importants en la branca del control automàtic són: xarxes neuronals, modes lliscants, control de sistemes a esdeveniments discrets, control adaptable, lògica difusa i control robust.

## Definició
L'enginyeria mecatrònica es fonamenta en la integració de diverses àrees, especialment la Computació/Sistemes, la mecànica, l'electrònica i la robòtica.
Un consens comú és descriure a la mecatrònica com una disciplina integradora de les àrees de mecànica, electrònica i informàtica que el seu objectiu és proporcionar millors productes, processos i sistemes industrials. La mecatrònica no és, per tant, una nova branca de l'enginyeria, sinó un concepte recentment desenvolupat que emfatitza la necessitat d'integració i d'una interacció intensiva entre diferents àrees de l'enginyeria.
Amb base en l'anterior, es pot fer referència a la definició proposada per J. A. Rietdijk: "mecatrònica és la combinació sinèrgica de l'enginyeria mecànica de precisió, de l'electrònica, del control automàtic i dels sistemes per al disseny de productes i processos". Existeixen, és clar, altres versions d'aquesta definició, però aquesta clarament emfatitza que la mecatrònica està dirigida a les aplicacions i al disseny.
La mecatrònica neix per suplir tres necessitats latents; la primera, encaminada a automatitzar la maquinaria i així aconseguir processos productius àgils i fiables; la segona, crear productes intel·ligents que responguin a les necessitats del món modern; i la tercera, per cert molt important, harmonitzar els components mecànics i electrònics de les màquines, ja que en moltes ocasions era gairebé impossible aconseguir que tant mecànica com a electrònica manegessin els mateixos termes i processos per fer o reparar equips.
Un enginyer en mecatrònica és un professional amb ampli coneixement teòric, pràctic i multidisciplinari capaç d'integrar i desenvolupar sistemes automatitzats o autònoms que involucrin tecnologies de diversos camps de l'enginyeria. Aquest especialista entén del funcionament dels components mecànics, elèctrics, electrònics i computacionals dels processos industrials i té com a referència el desenvolupament sostenible. Té la capacitat de seleccionar els millors mètodes i tecnologies per dissenyar i desenvolupar de forma integral un producte o procés, fent-ho més compacte, de menor cost i amb valor afegit en la seva funcionalitat, qualitat i acompliment. El seu enfocament principal és l'automatització industrial, la innovació en el disseny i la construcció de dispositius i màquines intel·ligents.
Un enginyer mecatrònic està capacitat para:
- Dissenyar, construir i implementar productes i sistemes mecatrònics per satisfer necessitats emergents sota el compromís ètic del seu impacte econòmic, social, ambiental i polític.
- Interpretar informació tècnica de les àrees que componen l'enginyeria mecatrònica per a la transferència, adaptació, assimilació i innovació de tecnologies d'avantguarda.[2]
- Gestió de projectes d'investigació i transferència de tecnologia.

- Generar solucions basades en la creativitat, la innovació i la millora contínua de sistemes de control i automatització de processos industrials i de Tecnologia.
- Enfrontar problemes relacionats amb la indústria a les àrees d'Automatització, Disseny Mecatrònic, Control, Robòtica, Electrònica, Processos de Manufactura i Maneig de Programari especialitzat a l'àrea.[4]
- Desenvolupar algorismes de programació que implementin diferents dispositius electrònics per crear programari de control i adquisició de dades en múltiples plataformes i la integració d'informació a través de xarxes de dades per proposar solucions a les necessitats informàtiques de la indústria.[5]
- Recolzar a la competitivitat de les empreses a través de l'automatització de processos.

- Avaluar, seleccionar i integrar dispositius i màquines mecatròniques tals com a robots, torns de control numèric, controladors lògics programables, computadores industrials, entre uns altres, per al millorament de processos industrials de manufactura.
- Dirigir equips de treball multidisciplinari.[6]

En el pla d'estudis de l'enginyeria mecatrònica usualment es troba:
- Enginyeria electrònica: Electrònica digital, electrònica analògica, filtres electrònics, circuits elèctrics en el domini del temps i freqüència, sistemes embeguts, màquines elèctriques, processament digital de senyals, sistemes de comunicació, electrònica de potència, sistemes d'instrumentació industrial, sensors i actuadors, sistemes electromecànics, sistemes de control industrial, sistemes lineals digitals enfocament clàssic i modern, sistemes no lineals, identificació de sistemes, automatització industrial, sistemes ciberfísics, control de sistemes mecatrónicos, disseny elèctric assistit per computadora (CAD), manteniment preventiu i correctiu.
- Ciència de la Computació: Programació estructurada, programació orientada a objectes, sistemes operatius robòtics, sistemes en temps real, programació concurrent, simulació de sistemes, xarxes neuronals artificials, vision artificial.
- Enginyeria mecànica: Mecànica de materials, mecànica de fluids, disseny mecànic assistit per ordinador (CAD), pneumàtica i hidràulica, vibracions mecàniques, anàlisis i síntesis de mecanismes, manteniment preventiu i correctiu.
- Enginyeria industrial: Comptabilitat de costos, enginyeria econòmica, administració d'empreses, administració de projectes, investigació d'operacions, sistemes de qualitat, producció industrial, logística, desenvolupament sustentable, tecnologia i medi ambient.
- Enginyeria de processos: Química industrial, mecànica de producció, assemblatge electrònic industrial, processos de manufactura, sistemes de manufactura flexible, control de processos, operacions de procés.

## Ús útil
Entenent que la mecatrònica abasta disciplines molt àmplies i complexes, pot dir-se que té molts camps d'aplicació. De fet, la mecatrònica pretén ser aquesta disciplina o enginyeria en la qual els productes es fabriquin tenint en compte totes les enginyeries i no estant separades, com es fa tradicionalment. El seu punt fort és la versatilitat per crear millors productes, processos i sistemes. La mecatrònica no és un concepte nou o una enginyeria nova, sinó la síntesi de certes àrees d'enginyeria.
El seu principal objectiu és cobrir certes necessitats com: 
- Automatitzar la maquinària: així s'aconsegueix que sigui àgil, productiva i fiable.

- Creació de productes intel·ligents que, sobretot, responen a les necessitats de l'ésser humà.

- Harmonitzar els components mecànics i els electrònics

Les principals indústries que utilitzen la mecatrònica són: 
- Empreses de la indústria de l'automatització: empreses que utilitzen sistemes o elements computaritzats i electromecànics per controlar maquinàries o processos industrials.

- Empreses de la indústria de manufactura flexible: aquelles que es dediquen a fabricar sistemes o components elèctrics o electrònics de forma automàtica.

Per tant, la mecatrònica pot aplicar-se a molts camps, des de la medicina fins a la mineria, passant per la indústria farmacèutica, metalmecànica, automobilística, tèxtil, metal·lúrgica, alimentació, petroliera, etc.
La fabricació de productes com a robots, automòbils, òrgans humans biònics, naus aeroespacials, avions, etc., estan basats ja en aquesta disciplina.
L'enginyer en mecatrònica pot treballar en empreses de la indústria automotriu, manufacturera, petroquímica, metall-mecànica, aliments i electromecànica, realitzant sobretot activitats de disseny, manufactura, programació de components, sistemes industrials i equip especialitzat, així com en la promoció i activació d'empreses de serveis professionals.
- Automatització: en la gran majoria de les empreses del sector industrial, comercial i de serveis on s'utilitza amb major incidència els mitjans electrònics i d'automatització; exercint la professió en empreses de tipus: minera, manufactura, electricitat, comerç, comunicacions i serveis; així mateix, per compte propi pot desenvolupar l'activitat professional en gestió d'empreses, executant lliurement serveis específics requerits pels clients.[9]

- Manufactura flexible: empreses dedicades a la fabricació de sistemes i components elèctrics o electrònics. Empreses dedicades a integrar projectes d'automatització de processos. Àrea de manteniment de sistemes automatitzats en: Indústries químiques, farmacèutiques, transformació de la fusta, metall mecànica, automotriu, tèxtil i de la confecció, procés d'aliments, sector elèctric, empreses dedicades a proporcionar serveis generals especialitzats.[9]

## Àrees de coneixement
En el pla d'estudis de l'enginyera mecatrònica usualment hi ha:
- Càlcul diferencial i integral, àlgebra lineal i equacions diferencials
- Dinàmica
- Dibuix tècnic
- Ciència de materials
- Mecànica de fluids
- Mecànica
- Mètode dels elements finits
- Regulació automàtica
- Programació d'ordinadors
- Electrònica
- Electromagnetisme
- Teoria de circuits

A més s'inclouen coneixements bàsics de química.